# Palazzo dei Notai
Il Palazzo dei Notai (Palâz di Nudèr in bolognese) è un edificio storico di Bologna, ubicato in via de' Pignattari 1 e si affaccia su Piazza Maggiore.

## Storia e descrizione
Venne costruito a partire dal 1381 dalla "Società dei Notai" allo scopo di farne la propria sede. Eretto in due momenti differenti: la parte che si affaccia alla Basilica di San Petronio è appunto del 1381 e venne costruita sotto la direzione di Berto Cavalletto e Lorenzo da Bagnomarino ma quella che si affaccia a Palazzo d'Accursio fu rifatta da Bartolomeo Fioravanti nel 1437 circa.
All'interno si possono trovare affreschi quattrocenteschi oltre allo stemma dei Notai, e da ammirare sono le grandi ed eleganti vetrate a rulli, recentemente rimesse a nuovo. Nel 1908 fu completamente restaurato da Alfonso Rubbiani.
Al secondo piano, detto anche piano nobile, vi è una grande Sala denominata Sala dei Notai, usata per diverse iniziative dal Comune di Bologna. Si affaccia direttamente su Piazza Maggiore.